# Radbuza - Nový Dvůr - Pila
Radbuza - Nový Dvůr - Pila este o arie protejată (arie specială de conservare — SAC, sit de importanță comunitară — SCI) din Republica Cehă întinsă pe o suprafață de 11,2 ha, integral pe uscat.

## Localizare
Centrul sitului Radbuza - Nový Dvůr - Pila este situat la coordonatele 49°33′15″N 12°39′56″E / 49.554167°N 12.665556°E.

## Înființare
Situl Radbuza - Nový Dvůr - Pila a fost declarat sit de importanță comunitară în aprilie 2005 pentru a proteja 1 specie de animale. Situl a fost protejat și ca arie specială de conservare în iulie 2012.

## Biodiversitate
Situată în ecoregiunea continentală, aria protejată nu include niciun habitat protejat.
La baza desemnării sitului se află o specie protejată de  nevertebrate: Austropotamobius torrentium.